# Theodor Iordăchescu
Theodor Iordăchescu, uneori Teodor Iordăchescu (n. 1884, Galați – d. 1 august 1958, București) a fost un demnitar comunist român.
A lucrat ca ziarist la "România Muncitoare", "Lupta" și "Socialismul". Apropiat de socialiști, a fost lider de sindicat la Constanța. Este arestat după grevele generale din 1918 și 1920.
A fost membru al Partidului Social-Democrat Român. A fost ales ca deputat în Marea Adunare Națională în sesiunile din perioada (1946-1958). Theodor Iordăchescu s-a aflat printre liderii social-democrați care au susținut fuziunea între PSDR și PCR. La Congresul PMR din 21-23 februarie 1948, Theodor Iordăchescu a fost ales ca membru în Biroul Politic al PMR.
A îndeplinit funcția de ministru al Lucrărilor Publice în perioada 5 noiembrie 1947 - 24 septembrie 1949 în guvernele Groza (2), Groza (3) și Groza (4).
La funeraliile sale au fost prezenți principalii conducători comuniști, inclusiv Nicolae Ceaușescu.
Nepoata sa, Elena Lascu, a fost de asemenea, demnitar comunist.